# Мушник, Шмуэль
Шмуэль Мушник (р. 1955, Москва) — израильский художник из Хеврона.

## Биография
Родился в Москве. С семи лет обучался у Юрия Злотникова рисованию. После репатриации в Израиль в 1970 году три года служил в ЦАХАЛе. С 1978 стал бывать в Кирьят-Арбе и Хевроне. Среди прочего, он помогал Бенциону Тавгеру восстанавливать древнюю синагогу «Авраам Авину». С 1984 года живёт в Хевроне в еврейском квартале Бейт Хадасса в историческом здании, пишет картины, проводит выставки в городах Израиля. Там же размещается созданный им Музей Наследия Хеврона (он же Музей памяти о погроме 1929 года). Шмуэль Мушник увлекается историей, проводит экскурсии для туристов, занимается общественной деятельностью право-поселенческого толка и пишет книги. Он является сторонником постоянного еврейского присутствия в этом древнем городе и в священной для евреев пещере Махпела. Мушник получил смиху раввина.

## Творчество
Мушник рисует по собственным фотографиям, объясняя это тем, что солнце путешествует по небосводу и меняет тени предметов, а ветер может переместить холст, художник же, изображающий мир с натуры, зависим от этих факторов и ограничен во времени. Многие картины посвящены Хеврону и Иерусалиму. Мушника, пишущего в жанре импрессионизма, называют Ван Гогом Хеврона,. По словам искусствоведа Ирины Тверской картины Мушника написаны яркими, динамичными, экспрессивными мазками.